# Ferrari 550

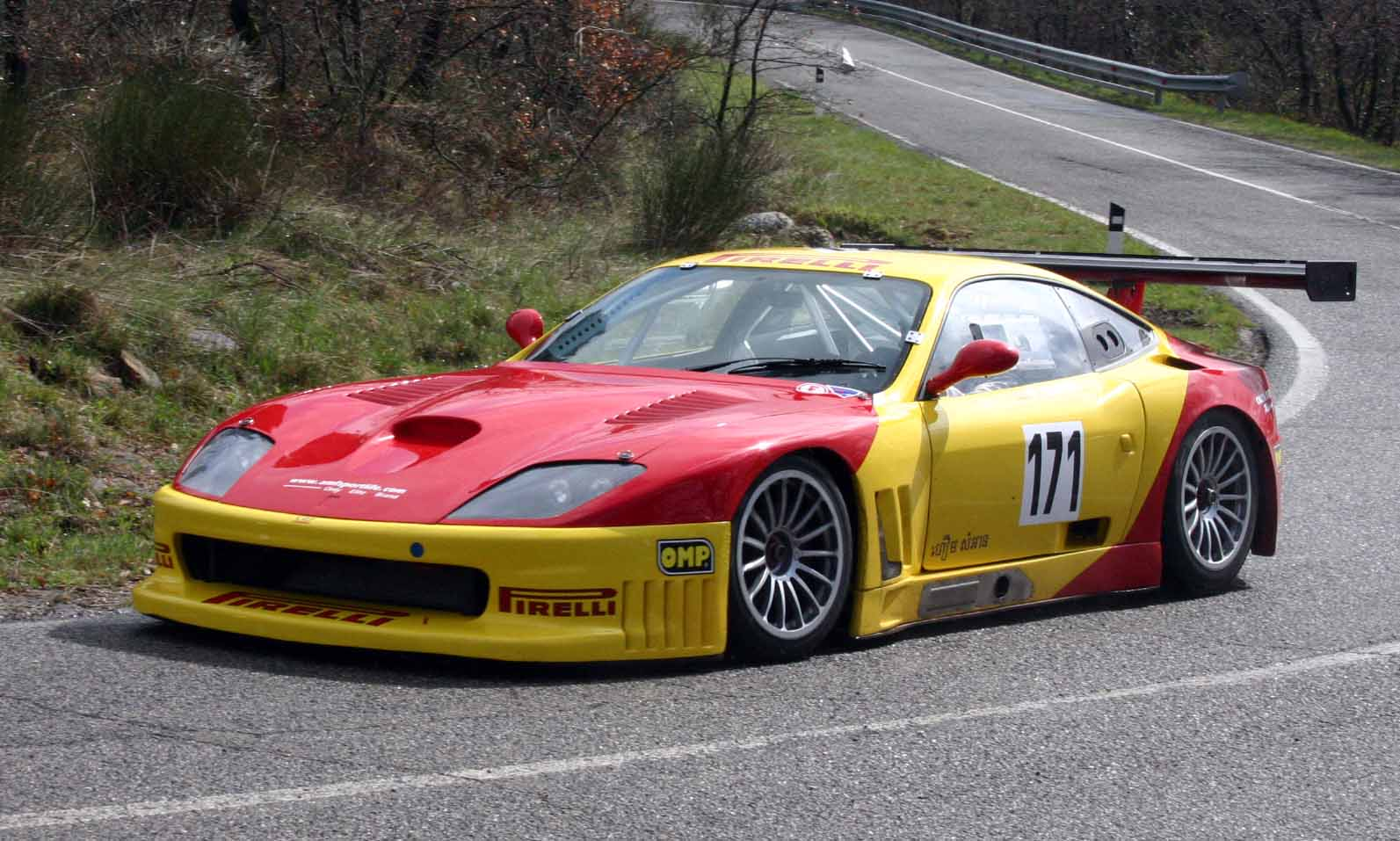
Ferrari 550 GTC de competición

El Ferrari 550 es un automóvil de gran turismo producido por el fabricante Italiano Ferrari desde el año 1996. Marca el retorno de Ferrari a una arquitectura abandonada desde el Ferrari Daytona con el motor V12 en posición delantera.
Tiene una configuración de 2 asientos, y existe con carrocerías Berlinetta y descapotable, ambos de dos puertas, que se denominan comercialmente 550 Maranello y 550 Barchetta, respectivamente. El 550 Barchetta se presentó oficialmente en el Salón del Automóvil de París de 2000, y las 448 unidades se fabricaron en 2001. La capota es apenas una lona que se coloca manualmente en caso de emergencia.

## Presentación
El 550 dispone de tracción trasera y un motor delantero longitudinal de 12 cilindros en V, 5,5 litros de cilindrada y 485 CV (357 kilovatios) de potencia máxima. Fue el primer modelo de Ferrari en equipar un sistema de control de tracción de serie. Su coeficiente aerodinámico Cx es de 0,33. La repartición del peso es muy equilibrado, 50/50 entre la parte delantera y trasera.
Se fabricaron un total de 3083 ejemplares.
En 2004, la revista británica Evo, tras un comparativo entre varios modelos de prestigio, consideró que el 550 Maranello era el mejor coche deportivo de la década 1994-2004.

## 575M y Superamerica
En 2002 se presentó la versión 575M Maranello. La M añadida significa "Modificata". En él se mejoró el motor por lo que el doce cilindros en V a 65° aumenta de cilindrada: de 5474 cc a 5748 cc y la potencia máxima llega ahora a 515 CV (379 kilovatios) a 7250 rpm; es decir, gana 30 CV (22 kilovatios). Esta última versión aumenta las prestaciones. La velocidad máxima llega a 325 km/h (202 millas por hora) (antes 320 km/h (199 millas por hora)) y acelera de 0 a 1000 m (0,6 millas) en 21,9 s (antes 22,5). El 575M Maranello recibió cambios en la carrocería, tales como entradas de aire, faldón delantero y faros. La principal novedad fue la introducción del cambio automático con levas en el volante que Ferrari denomina "F1" en vez de la tradicional rejilla manual del 550 que redujo los cambios a 150 milisegundos.
En 2005 salió a la venta el 575M Superamerica. Es mecánicamente idéntico al Ferrari 575M Maranello, pero su techo tipo targa de cristal báscula hacia atrás para quedar desplegado y se puede oscurecer electrónicamente (usa tecnología electrocrómica). Su potencia máxima aumentó hasta 540 CV (397 kilovatios).

## Especificaciones del 550 Maranello
- Distribución: DOHC 4 árboles de levas en cabeza, 4 válvulas por cilindro
- Alimentación: Inyección electrónica Bosch Motronic 5.2
- Potencia: 485 CV (357 kilovatios) a 7000 rpm
- Suspensión: Independiente en las 4 ruedas
- Neumáticos: delanteros 255/40 ZR 18, traseros 295/35 ZR 18
- Depósito de combustible: 115 L (30,4 galones americanos)
- Aceleración de 0 a 100 km/h (62 millas por hora): 4,4 s
- Aceleración de 0 a 1000 m (0,62 millas): 22,5 s

## Galería

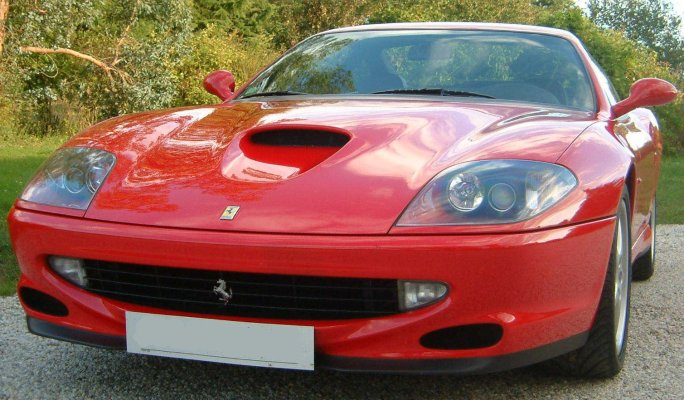
550 Maranello, vista frontal
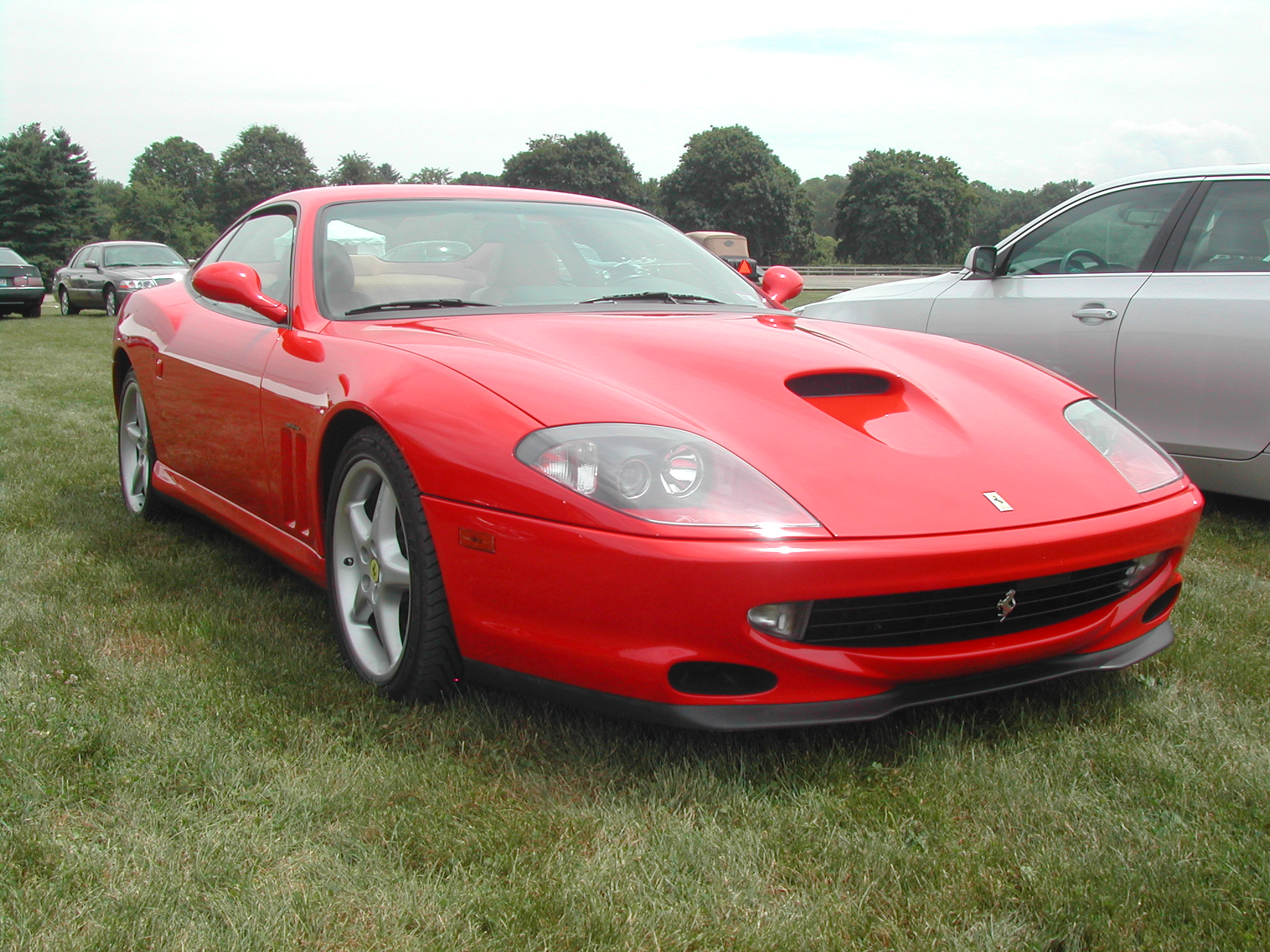
550 Maranello, vista frontal
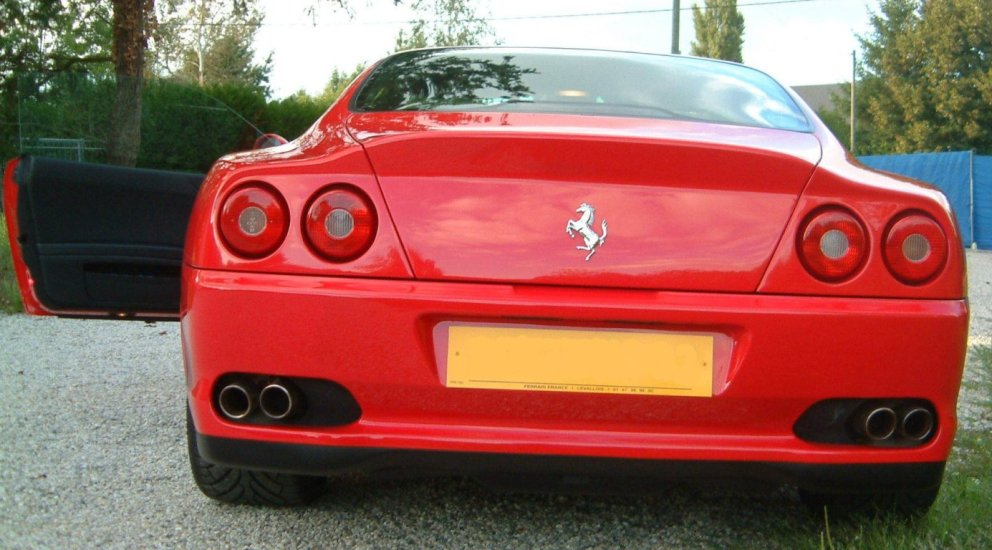
550 Maranello, vista trasera
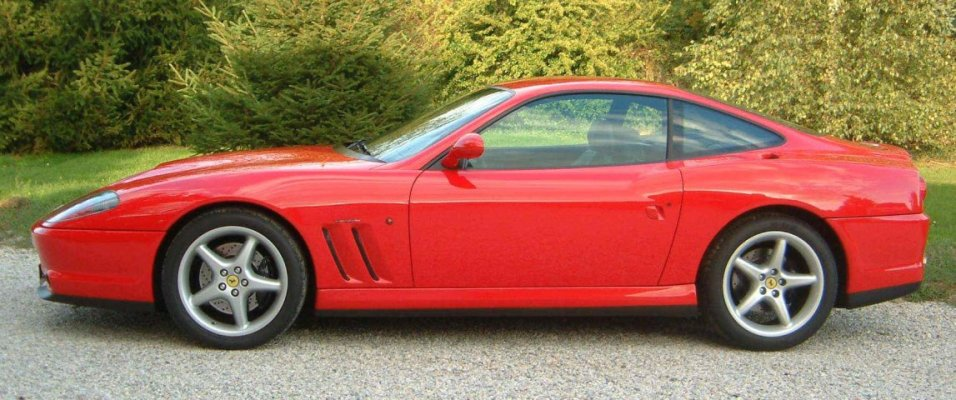
550 Maranello, perfil
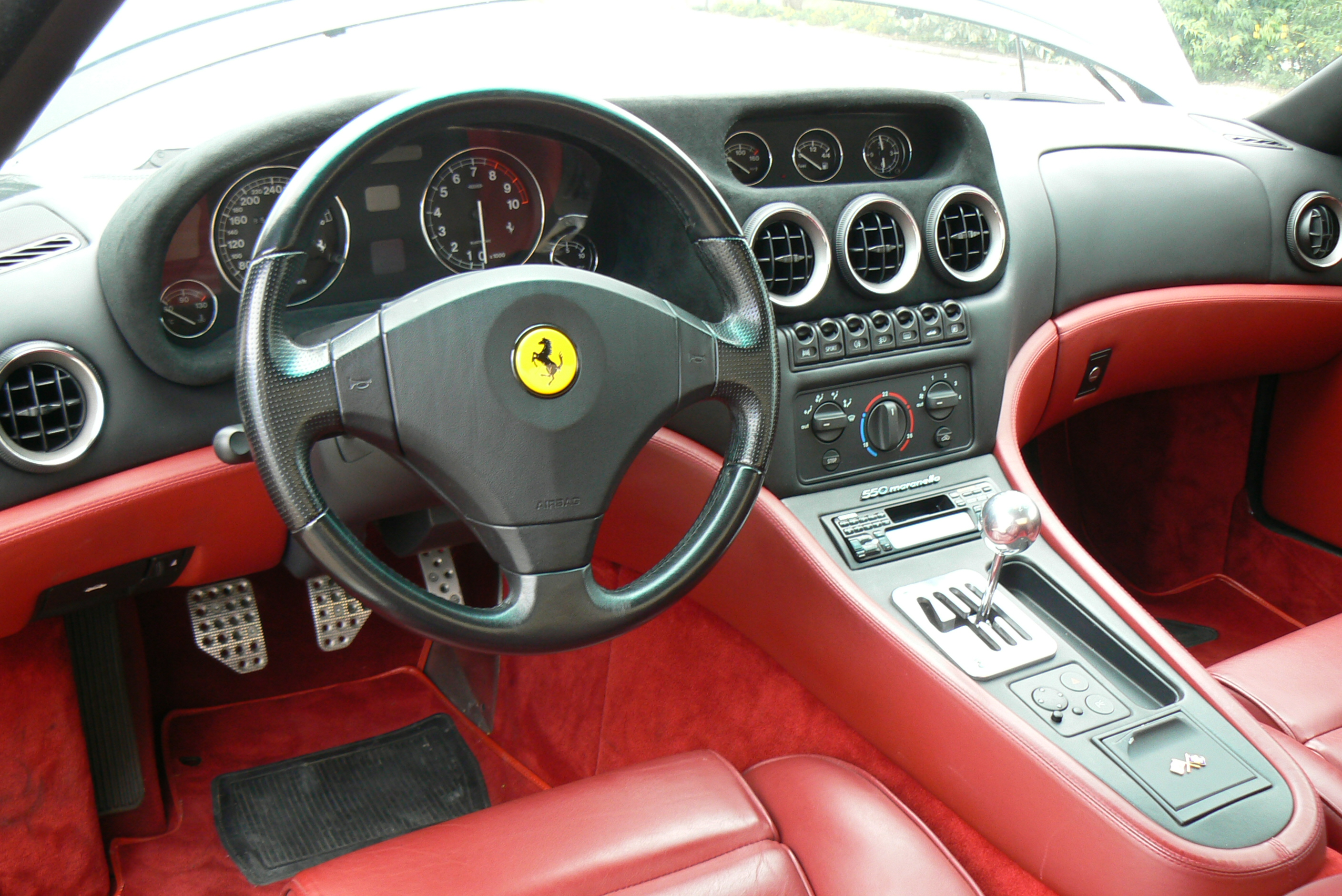
550 Maranello, cconductor
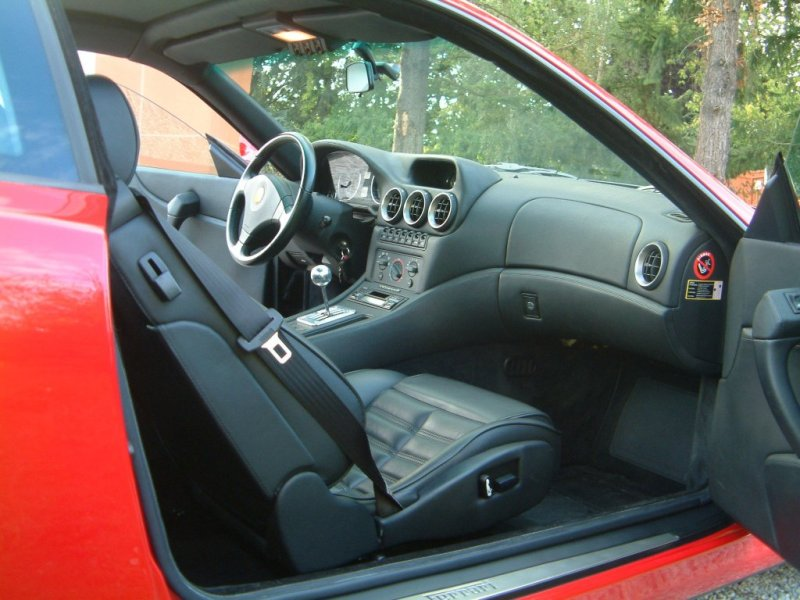
550 Maranello, pasajero
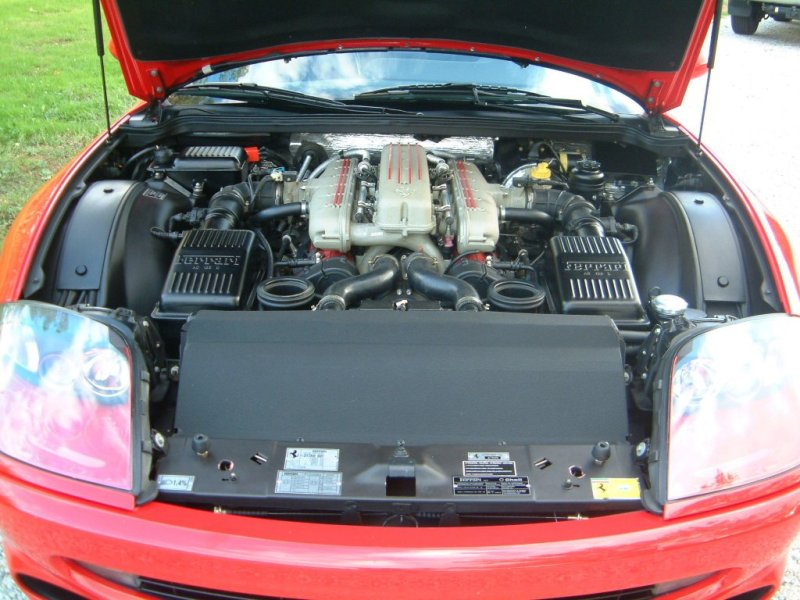
550 Maranello, motor
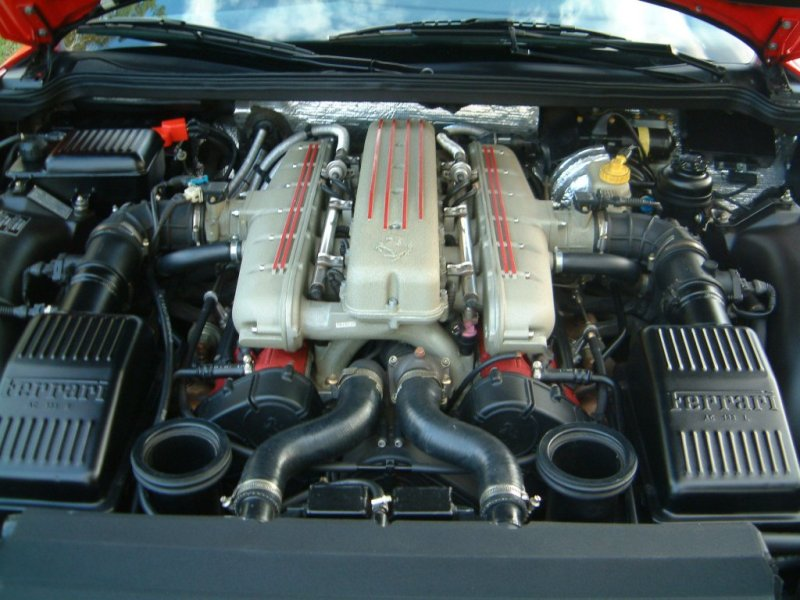
550 Maranello, motor
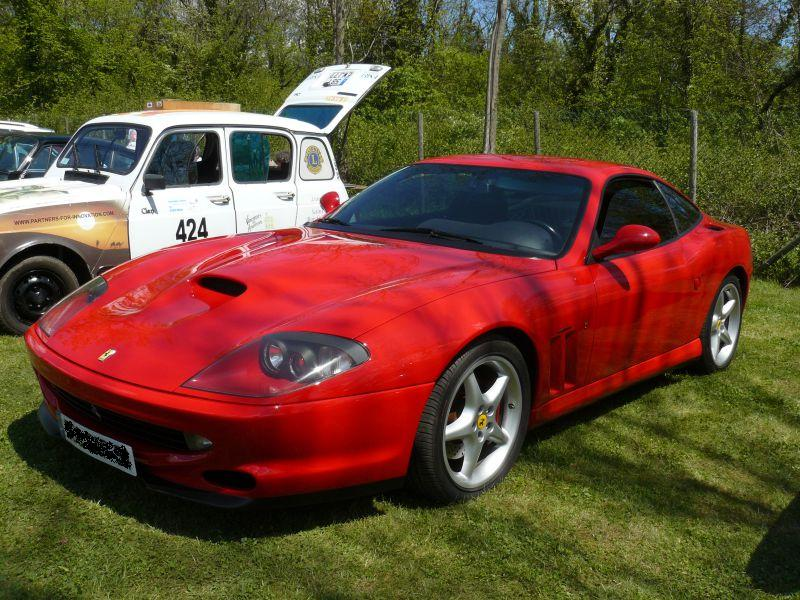
Ferrari 550 Maranello
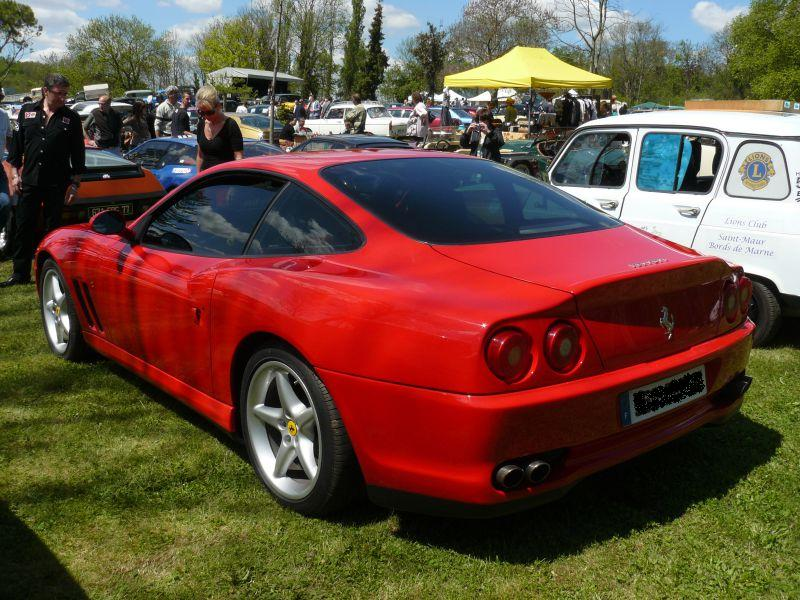
Ferrari 550 Maranello